# Biserica Sfânta Treime din Cernăuți
Biserica „Sfânta Treime” din Cernăuți este un lăcaș de cult ortodox din lemn construit în anul 1774 în orașul Cernăuți (pe atunci în Principatul Moldovei) pe cheltuiala episcopului de Rădăuți, Dosoftei Herescu, și a fratelui său, starostele Ilie Herescu din Cernăuți. Ea se află actualmente într-un muzeu etnografic din Liov.

## Istoric
Biserica „Sf. Treime” a fost construită în 1774 în satul Mahala de la periferia orașului Cernăuți, pe drumul spre localitatea suburbană Roșa, astăzi cartier al Cernăuțiului. Strada care trecea prin dreptul bisericii a fost denumită ulterior Strada Sf. Treime (astăzi Bulevardul Bogdan Hmelnițki, la sud de Palatul Mitropolitan). La 12 octombrie 1777 episcopul Dosoftei Herescu a primit aici jurământul solemn de credință a boierilor, a mazililor și a clerului bucovinean față de noua stăpânire habsburgică.
Între anii 1781-1864 Biserica Sfânta Treime din Cernăuți a îndeplinit rolul de catedrală a Episcopiei Bucovinei. În anul 1864 episcopul Eugenie Hacman a fost sfințit noua catedrală, Catedrala Pogorârea Sfântului Duh din Cernăuți.
În anul 1876 biserica de lemn a fost mutată în cartierul Clocucica de la marginea orașului Cernăuți. La mijlocul anilor 1960 a fost transferată la Muzeul arhitecturii și traiului popular „Dumbrava lui Șevcenko” din Liov, ca monument reprezentativ al arhitecturii religioase de lemn din Bucovina.
Printre preoții care au slujit la Biserica „Sf. Treime” din Cernăuți a fost pr. Mihai (Miron) Călinescu (1837-1912). Acesta a slujit aici în perioada 1860-1877, devenind apoi profesor la Facultatea de Teologie din Cernăuți (1877-1881), decan al facultății (1879-1880), consilier mitropolitan (1881-1905), arhimandrit mitrofor (1892) și vicar general al Eparhiei Bucovinei (1905-1912).